# Temple calviniste de Rumenka
Le temple calviniste de Rumenka ou église réformée hongroise de Rumenka (en serbe cyrillique : Мађарска реформаторска црква у Руменки ; en serbe latin : Mađarska reformatorska crkva u Rumenki) est un temple calviniste situé à Rumenka, sur le territoire de la ville de Novi Sad, en Serbie. Construit dans la première moitié du XIXe siècle, il est inscrit sur la liste des monuments culturels de grande importance de la république de Serbie (Identifiant no SK 1161).
Le bâtiment de la maison paroissiale est lui aussi classé.

## Historique
Selon les données paroissiales, le temple aurait été construit en 1836 mais, selon d'autres auteurs, elle remonterait à 1844.

## Architecture et décoration
Le temple est construit dans un esprit néo-classique. Il est constitué d'une nef unique. La façade occidentale s'élève sur trois niveaux et est dominée par un clocher à bulbe ; sa décoration est très simple en accord avec les principes de l'église réformée, avec juste quelques pilastres peu profonds au premier niveau et des pignons en volutes simplifiées au second niveau ; l'ensemble est rythmé de corniches moulurées. Les murs extérieurs et intérieurs sont peints en blanc.

## Maison paroissiale
À proximité de l'église se trouve l'église paroissiale, constituée d'un bâtiment de plain-pied avec un porche et des arcades ouvertes soutenues par des colonnes doriques.

## Restauration
Des travaux de restauration ont été réalisés sur l'ensemble en 2000.